# HR 3803
HR 3803 hoặc N Velorum (tên viết tắt: N Vel) là tên của một ngôi sáng thứ ba nằm ở biên giới giữa chòm sao Thuyền Phàm và Thuyền Để. Dựa trên giá trị thị sai, ngôi sao này nằm cách Trái Đất khoảng 239 năm ánh sáng (73 parsec). Nó là một sao khổng lồ loại K5 III phát ra ánh sáng màu cam và có khối lượng gấp đôi khối lượng mặt trời. Đường kính góc của ngôi sao này sau khi hiệu chỉnh do hiệu ứng quầng tối là 7,13 ± 0,08 mili giây cung cộng với khoảng cách là 239 năm ánh sáng thì bán kính của ngôi sao này gấp 29 lần bán kính Mặt Trời.
Năm 1752, nhà thiên văn học người Pháp Nicolas Louis de Lacaille chia chòm sao lớn Argo Navis ra làm ba chòm sao nhỏ hơn và sau đó các ngôi sao của nó được nói đến theo hệ thống danh pháp sao Bayer, nên định danh Bayer của HR 3803 là N Velorum. Năm 1871, nhà thiên văn người Mỹ Benjamin Apthorp Gould đã nhận thấy nó là một ngôi sao biến quang nhưng việc này xảy ra trước thời điểm tiêu chuẩn hóa danh pháp sao biến quang của nhà thiên văn học người Đức Friedrich Wilhelm Argelander trong thế kỷ XIX nên nó không thuộc vào phạm vi tiêu chuẩn của các định danh sao biến quang.

## Dữ liệu hiện tại
- Theo như quan sát, đây là ngôi sao nằm trong biên giới giữa 2 chòm sao Thuyền Phàm và Thuyền Để, dưới đây là một số dữ liệu khác:
- Xích kinh 09h 31m 13,31891s[1]
- Xích vĩ –57° 02′ 03,7578″[1]
- Cấp sao biểu kiến 3,16[2]
- Vận tốc hướng tâm 13,9[2] km/s
- Loại quang phổ K5 III[3]
- Giá trị thị sai 13,65 ± 0,10 mili giây cung[1]